# Werner Gründer
Werner Carl Hermann Gründer (* 25. September 1902 in Görlitz; † 18. November 1962 in Berlin) war ein deutscher Bergingenieur und Hochschullehrer.

## Leben
Werner Gründer studierte Bergwesen an der Bergakademie Clausthal und an der Technischen Hochschule (TH) Breslau. Nach einer kurzen Tätigkeit im Bergbau wurde er Assistent an der TH Breslau, wo er 1930 promoviert und 1935 habilitiert wurde. Sowohl in seiner Promotions- als auch in seiner Habilitationsschrift setzte er sich mit der Aufbereitungstechnik auseinander. 1938 ernannte die TH Breslau Gründer zum außerordentlichen Professor, 1940 erfolgte die Ernennung zum ordentlichen Professor. 1942 wechselte er an die Bergakademie Freiberg. Von 1947 bis 1952 arbeitete Gründer als Sachverständiger für Aufbereitung in Jugoslawien. Von November 1952 bis zu seinem Tod war er Ordinarius für Aufbereitung, Brikettierung und Veredlungstechnik im Bergbau und Direktor des Instituts für Aufbereitung und des Aufbereitungslaboratoriums in der Abteilung Bergbau an der Technischen Universität Berlin. Parallel dazu stand er zu Beginn der 1960er-Jahre vertretungsweise dem Institut für Aufbereitung an der Bergakademie Clausthal vor. Dort ernannte man ihn im Mai 1962 zum Honorarprofessor. Während seiner Dienstzeit in Berlin war er zweimal für jeweils ein Jahr Prodekan der Fakultät für Bergbau und Hüttenwesen an der Technischen Universität Berlin.
Werner Gründer war Mitglied des Vereins Deutscher Ingenieure (VDI). Er war ab 1956 Vorsitzender der VDI-Fachgruppe Staubtechnik. Er gehörte dem Beirat der Kommission Reinhaltung der Luft an. Daneben gehörte er als Mitglied dem Erzaufbereitungsausschuss der Gesellschaft Deutscher Metallhütten- und Bergleute, dem Beirat des Instituts für den wissenschaftlichen Film in Göttingen und dem Peloidausschuss des Balneologischen Instituts in München an.
Werner Gründer wurde am 23. November 1962 auf dem Waldfriedhof in Berlin-Nikolassee beigesetzt.